# El asunto
El asunto es la decimosexta novela de la serie de Jack Reacher, del escritor Lee Child. Es una precuela que explora los motivos que llevaron a Reacher a separarse del ejército. Fue publicada en Inglaterra en 2011 y traducida y editada en 2023 por la editorial Blatt & Ríos en Argentina y España. 

## Sinopsis
En 1997, Jack Reacher, aún en calidad de policía militar, es enviado por su superior a investigar el homicidio de una mujer en Carter's Crossing, un pueblo de Mississippi situado junto a una base militar. Las sospechas parecen apuntar a Reed Riley, un ranger del ejército, capitán y mujeriego. Junto con la sheriff local Elizabeth Deveraux, Reacher deberá sortear los problemas administrativos y los intereses encontrados que atraviesan a la investigación y alcanzar al asesino, sea o no militar.
La novela es también la historia de la separación de Reacher del ejército y una exploración de sus motivos para convertirse en un justiciero nómade y solitario. 

## Recepción
"Desde que la musa cantó la cólera de Aquiles, el de los pies ligeros, los lectores occidentales hemos demostrado hasta el cansancio nuestra fascinación por las aventuras de un héroe. La magia continúa en el siglo XXI. Siempre será un gusto rencontrarse con Jack Reacher, la creatura que imaginó el inglés Lee Child (Conventry, 1954). Una combinación de Hércules y Sherlock Holmes, con un dejo de Jason Bourne."
"Jack Reacher, exoficial de la policía militar estadounidense devenido "vagabundo", es uno de los personajes de ficción contemporánea más relevantes y su éxito se expandió más allá de las fronteras de la literatura. "